# The Monkey Talks

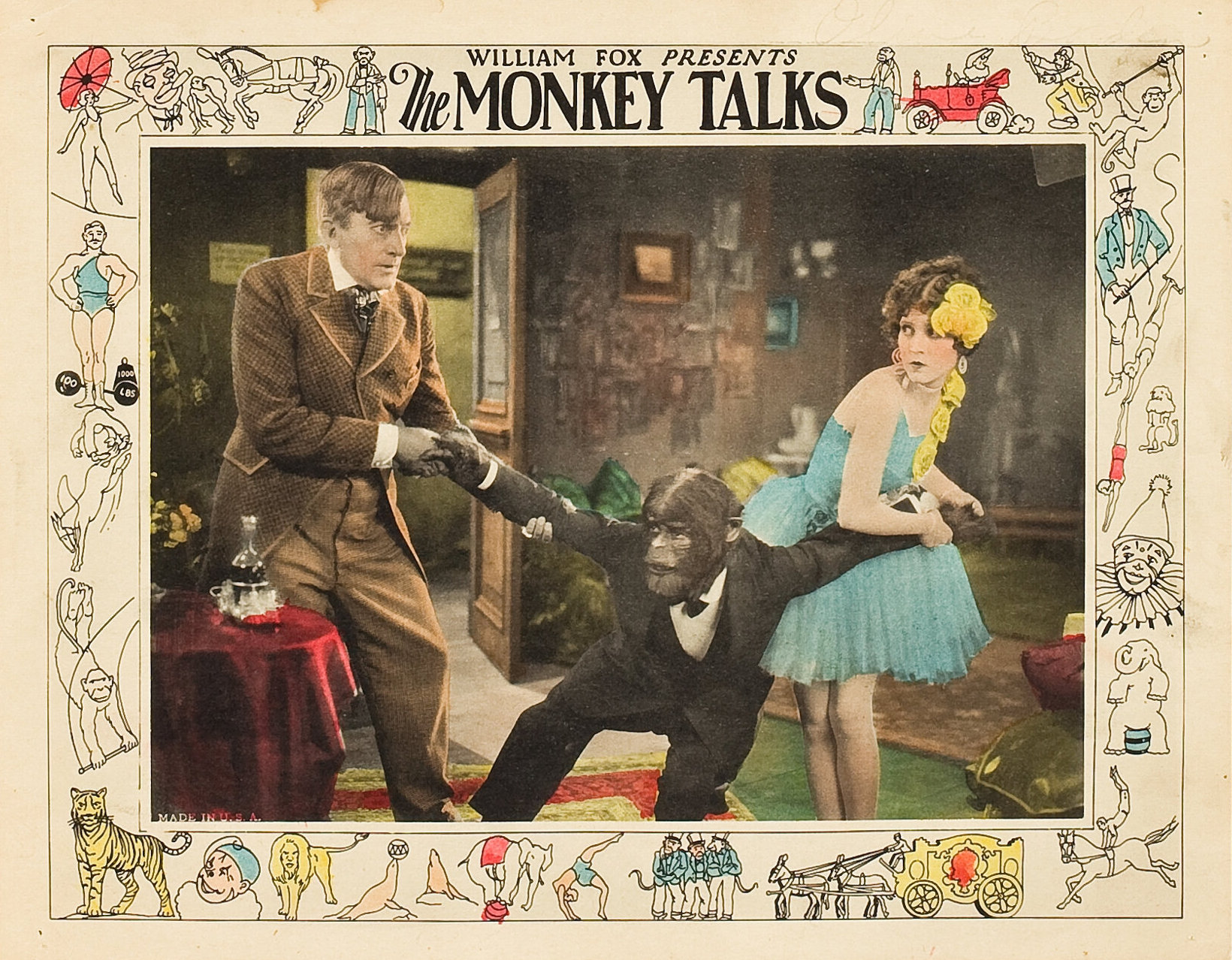
Postal de propaganda de la pel·lícula amb Raymond Hitchcock, Jacques Lerner i Olive Borden.

The Monkey Talks és una pel·lícula muda de la Fox dirigida per Raoul Walsh i protagonitzada per Olive Borden, Don Alvarado i Jacques Lerner. Basada en l’obra teatral “Le Singe qui parle” de René Fauchois, es va estrenar el 20 de febrer de 1927.

## Argument
Armand és un noble que ha deixat la família i la fortuna per l’amor de Musette, una domadora de lleons. La noia però prefereix Bergerin, un domador rude amb qui actua. Desanimat, Armand retroba un vell amic, François Faho, que li va salvar la vida durant la Primera Guerra Mundial. Ara, Faho és un acròbata en un petit circ i convida a Armand a unir-se a ells. Armand accepta i es fa molt amic del propietari del circ, Lorenzo, un home simpàtic però de dits lleugers, i el seu barbut assistent, Jules. Els quatre amics es queden penjats al camp quan el circ fa fallida i els creditors s’ho enduen tot, fins i tot de la seva roba. No obstant això, Lorenzo ha amagat un bagul ple de trucs, inclosa una perruca vella. Faho, de petita estatura, es posa a jugar amb la perruca i comença a balancejar-se pels arbres. A Armand se li acudeix de sobte que podrien disfressar Faho de mico i dir que li han ensenyat a parlar.
Tres mesos després, el número del mico s'ha convertit en la gran atracció de París. Ningú, excepte els quatre companys sap que sota la disfressa hi ha una persona. L'actuació consisteix en el fet que Armand aparegui a l'escenari amb Faho, ara conegut com Jocko, i després d'uns quants trucs senzills el mico s’adreci al públic declarant el seu amor pel seu amo. A l'espectacle també hi ha la bonica funambulista, Olivette. La noia està enamorada d'Armand però aquest fa veure que no la correspongui. La raó és que Faho també està enamorat d’Olivette i desitjaria poder revelar la veritat sobre ell mateix. Tot i que en realitat Armand també estima Olivette, sabent els sentiments del seu amic es resisteix a mostrar els seus.
Musette i Bergerin porten el seu número al teatre però la seva fortuna està en declivi. Musette decideix flirtejar amb Armand però ell la rebutja. Olivette creu que Armand estima la noia i fa plans per deixar el circ. Per la seva banda, Musette i Bergerin, enfadats, planegen segrestar Faho, substituir-lo per un altre mico per després abandonar el país. Els còmplices de Bergerin sergresten Faho i el tanquen en una gàbia. Armand i els seus amics immediatament s'adonen de la substitució i tanquen el mico real en una gàbia al teatre. Armand suggereix cancel·lar l'espectacle però Lorenzo insisteix que Faho, si és viu, apareixerà. Faho trenca el pany de la seva gàbia i escapa. Allibera un lleó i el tanca a la gàbia.
Mentrestant, Olivette, sense adonar-se que el simi engabiat no és Faho, l'allibera i el deixa seguir-la al vestidor. La bèstia l'ataca però Faho arriba a temps per salvar-la i lluita amb el mico. Durant la baralla és ferit mortalment. Aleshores, el mico surt per la finestra i es posa a fer cabrioles pel sostre fins que la policia el dispara. Mentrestant, Bergerin i Musette tornen al seu vagó i quan Bergerin obre la gàbia apareix el lleó que els mata a tots dos. Faho insisteix a continuar amb l'actuació tot i que s'està morint. Tanmateix, en comptes de la seva frase habitual diu "En Jocko estima l’Olivette". Espirant als braços d'Olivette, Faho li diu que Armand està enamorat d'ella. L'escena final mostra un Armand i Olivette feliços que se'n van junts en un tren

## Repartiment
- Olive Borden (Olivette)
- Jacques Lerner (Jocko, Francois Faho)
- Don Alvarado (Armand Durand)
- Malcolm Waite (Bergerin)
- Raymond Hitchcock (Lorenzo)
- Ted McNamara (Firmin)
- Jane Winton (Musette)
- August Tollaire (Jules Ostermoore)